# ریتا فاریا
ریتا فاریا پاول (انگلیسی: Reita Faria Powell؛ زادهٔ ۲۳ اوت ۱۹۴۳) مدل، پزشک و برندهٔ رقابت‌های دوشیزه دنیا اهل هند است. او نخستین برنده دوشیزه دنیا است که به عنوان یک پزشک تحصیل و مشغول به‌کار شد.

## اوایل زندگی
ریتا فاریا در ۲۳ اوت ۱۹۴۳ در محله ماتونگا بمبئی (متعلق به راج بریتانیا در آن زمان) به دنیا آمد. پدر و مادرش از کاتولیک‌های گوان بودند، پدرش جان اهل دهکده تیویم و مادرش آنتوانت اهل سانتا کروز گوا بود که در آن زمان هر دو بخشی از هند پرتغالی بودند. فاریا دومین دختر این زوج پس از خواهر بزرگش فیلومنا بود. خانواده از طبقه متوسط جامعه بود، پدرش در کارخانه آب معدنی کار می‌کرد و مادرش یک سالن زیبایی را اداره می‌کرد.
فاریا از دوران کودکی قدی بلند داشت و در نهایت به ۱٫۷۳ متر رسید که برای یک دختر هندی به‌طور غیرعادی بلند محسوب می‌شد به‌نحوی که پسران هم‌مدرسه‌ای‌اش به او لقب «مامان لنگ دراز» داده بودند و او را مسخره می‌کردند. با این وجود فاریا از هیکل بلند و لاغرش کمال استفاده را در ورزش برد و «همه چیز از ثروبال، نتبال و بدمینتون» را بازی می‌کرد. نخستین تیتر روزنامه‌ها دربارهٔ او، بابت به ثمر رساندن هت‌تریک در ورزش هاکی بود.

## حرفه

### رقابت‌های دختر شایسته
فاریا که متولد شهر بمبئی بود، در مسابقه دوشیزهٔ شایستهٔ بمبئی شرکت کرد و برنده آن رقابت محلی شد. او متعاقباً در سال ۱۹۶۶ در مسابقه دوشیزهٔ هند به انتخاب هفته‌نامهٔ ایو برنده شد (نباید آن را با ملکه زیبایی هند که در آن یاسمین داجی در سال ۱۹۶۶ برنده شد، اشتباه گرفت). این باعث شد که او واجد شرایط نمایندگی هند در رقابت‌های دوشیزه دنیا در سال ۱۹۶۶ میلادی باشد.
در طول مسابقه دوشیزه دنیا، او عنوان‌های فرعی «بهترین لباس شنا» و «بهترین لباس شب» را برای پوشیدن یک ساری به دست آورد. او در نهایت به برنده شدن تاج دوشیزه دنیا ۱۹۶۶ به اوج این رویداد رسید و ۵۱ نماینده رقیب از کشورهای دیگر را شکست داد.
فاریا در سال ۱۹۹۸ داور رقابت‌های ملکه زیبایی هند بود و بارها برای قضاوت در مسابقات دوشیزه دنیا هم حضور داشت. او به همراه دمیس روسس داور رقابت پایانی دوشیزه دنیا بود که در سال ۱۹۷۶ که در لندن برگزار شد که طی آن سیندی بریکسپیر تاج دوشیزه جهان را بر سر گذاشت.

### حرفهٔ پزشکی
پس از گذشت یک سال از کسب عنوان دوشیزه جهان، او پیشنهادهای مختلف برای بازی در چندین فیلم دریافت کرد. فاریا از پذیرفتن قراردادهای اغواآمیز و پُرسود مدلینگ و بازیگری امتناع کرد و در عوض بر مطالعات پزشکی خود تمرکز کرد. او دانشجوی دانشکده پزشکی دولتی گرانت بمبئی بود، که در آن مدرک کارشناسی پزشکی و جراحی خود را به پایان رساند. پس از آن او به انگلستان رفت و به تحصیل در بیمارستان کینگز کالج لندن ادامه داد. او در سال ۱۹۷۱ با استاد دانشگاه خود دیوید پاول ازدواج کرد و در سال ۱۹۷۳ این زوج به دوبلین ایرلند نقل مکان کردند، و در همان‌جا به طبابت در مطب خود پرداخت.

## زندگی شخصی
فاریا در دوبلین ایرلند، با همسرش دیوید پاول که پزشک داخلی متخصص غدد درون‌ریز و متابولیسم است و در سال ۱۹۷۱ با او ازدواج کرد، زندگی می‌کند. این زوج صاحب دو دختر هستند.